# Нижньопокровська сільська рада
| Нижньопокровська сільська рада — колишній орган місцевого самоврядування у Старобільському районі Луганської області з адміністративним центром у с. Нижньопокровка. Історична дата утворення: в 1938 році. Водоймища на території, підпорядкованій даній раді: річки Плотва, Гнила Плотва. Сільській раді підпорядковані населені пункти: - с. Нижньопокровка - с. Маринівка - с. Суханівка |

## Склад ради
Рада складається з 12 депутатів та голови.

### Керівний склад ради
| ПІБ                        | Основні відомості                                                                       | Дата обрання | Дата звільнення |
| -------------------------- | --------------------------------------------------------------------------------------- | ------------ | --------------- |
| Шевчук Віталій Миколайович | Сільський голова, 1958 року народження, освіта, безпартійний                            | 26.03.2006   | 31.10.2010      |
| Шевчук Віталій Миколайович | Сільський голова, 1958 року народження, освіта середня спеціальна, член Партії регіонів | 31.10.2010   |                 |

Примітка: таблиця складена за даними джерела